# Reissantia parviflora
Reissantia parviflora là một loài thực vật có hoa trong họ Dây gối. Loài này được (N.E.Br.) N.Hallé miêu tả khoa học đầu tiên năm 1978.